# Månstads församling
Månstads församling var en församling i Länghems pastorat i Kinds kontrakt i Göteborgs stift i Svenska kyrkan. Församlingen låg i Tranemo kommun i Västra Götalands län. Församlingen uppgick 2014 i Länghems församling.

## Administrativ historik
Församlingen har medeltida ursprung. 
Församlingen var till 2014 annexförsamling i pastoratet Länghem, Dannike, Månstad och (Södra) Åsarp. Församlingen uppgick 2014 i Länghems församling.

## Kyrkor
- Månstads kyrka